# PGC 27076
LEDA/PGC 27076 ist eine Spiralgalaxie vom Hubble-Typ S im Sternbild Großer Bär, die schätzungsweise 147 Millionen Lichtjahre von der Milchstraße entfernt ist. Gemeinsam mit NGC 2895 und LEDA 2567049 bildet sie das optische Galaxientrio KUG 0928+577.